# Tanin Kraivixien
Tanin Kraivixien (en tailandés: ธานินทร์ กรัยวิเชียร), (Bangkok, 5 de abril de 1927-23 de febrero de 2025) fue un juez y político tailandés que ejerció como primer ministro de Tailandia entre 1976 y 1977. 

## Biografía
Hijo de Hae y Pa-ob Kraivixien. Tanin estudió Derecho en la Universidad de Thammasat en Bangkok. Se graduó en 1948 y continuó sus estudios en la London School of Economics, graduándose allí en 1953.
Como abogado, ha gozado de gran prestigio en Tailandia. No se incorporó a la vida política hasta la masacre contra los estudiantes de la Universidad de Thammasat y el golpe de Estado del 6 de octubre de 1976. Fue nombrado primer ministro por la Junta Militar dos días después. Su gobierno sólo duro hasta el 20 de octubre del año siguiente, derrocado por un golpe de Estado del Comandante Supremo del Ejército, general Kriangsak Chomanan.
Situado claramente en la derecha política de la reciente historia de Tailandia, ha realizado duros ataques contra los activistas de izquierdas, simpatizantes comunistas y estudiantes progresistas, debido al temor frente al comunismo que obtuvo victorias notables en países vecinos como Vietnam, Laos y Camboya.
Es uno de los miembros del Consejo Privado del Rey Bhumibol Adulyadej y actuó como presidente del consejo de forma interina durante la regencia de Prem Tinsulanonda.